# 邛崍山脈

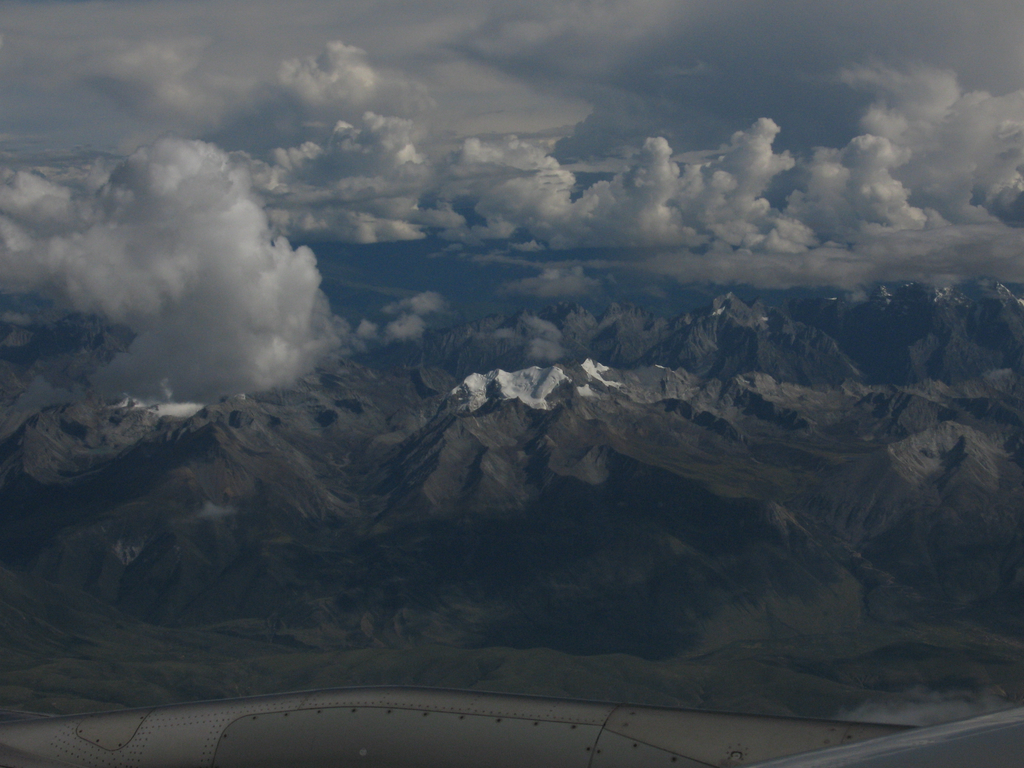
邛崍山脈の南部

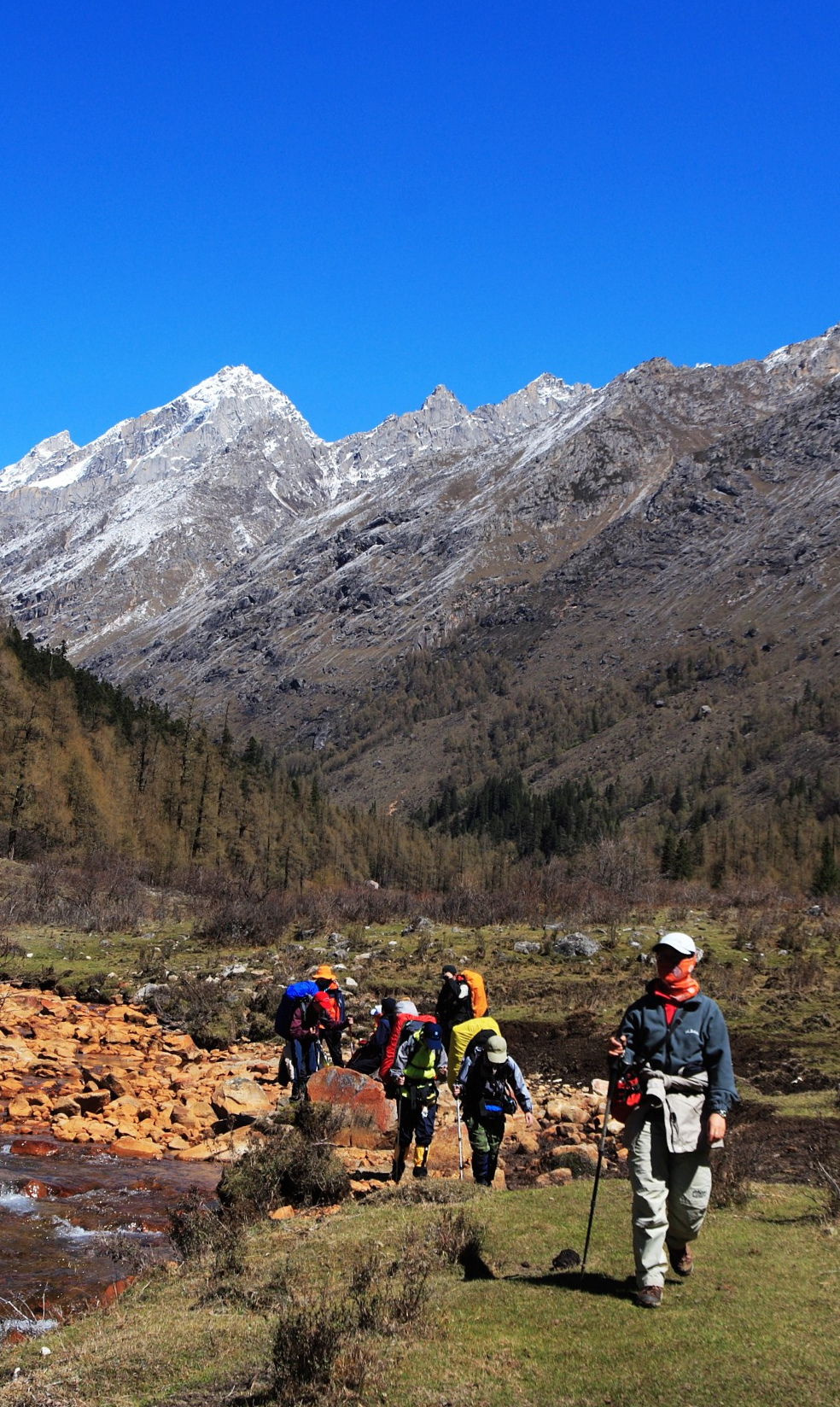
四姑娘山山麓

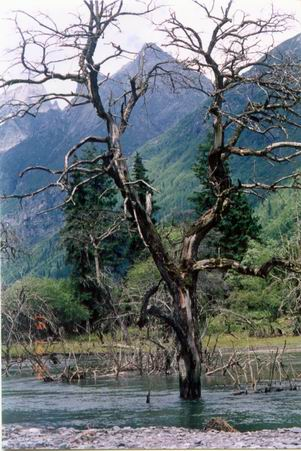
四姑娘山付近の双橋溝・枯樹灘

邛崍山脈（きょうらいさんみゃく、簡体字: 邛崃山、拼音: qióng	lái shān、英語: Qionglai Mountains）は中華人民共和国南西部の山脈。四川省西部の山脈の一つで、チベット高原の東を南北に走る褶曲山脈・横断山脈に属する。
邛崍山脈のほとんどは四川省北西部のアバ・チベット族チャン族自治州内にあり、南北方向へ250kmにわたって伸びている。西には大渡河が、東には岷江が険しい峡谷を刻みながら南へと流れている。2つとも長江の支流である。
最高峰は、山脈中南部の小金県・汶川県県境にそびえる四姑娘山（スーグーニャンシャン）で、標高は6,250mに達する。4つの峰が組み合わさった高峰であるが、その名の由来はチベット語の「sku bla」が音訳され「四姑」という字を当てられたことにある。その他の主な峰には覇王山、巴朗山、夾金山、二郎山などがある。

## 生態系
世界遺産に登録されている四川省のジャイアントパンダ保護区の全自然保護区および風景名勝区のうち、臥竜自然保護区、四姑娘山自然保護区、四姑娘山風景名勝区は四姑娘山付近に所在する。山脈内にはジャイアントパンダのほか、金絲猴などの貴重な生物も生息する。
邛崍山脈、および岷江を挟んで北東に位置する岷山山脈の特徴的な生態系は、世界自然保護基金により邛崍・岷山針葉樹林（Qionglai-Minshan conifer forests）と呼ばれている。